# Lasy Mazurskie

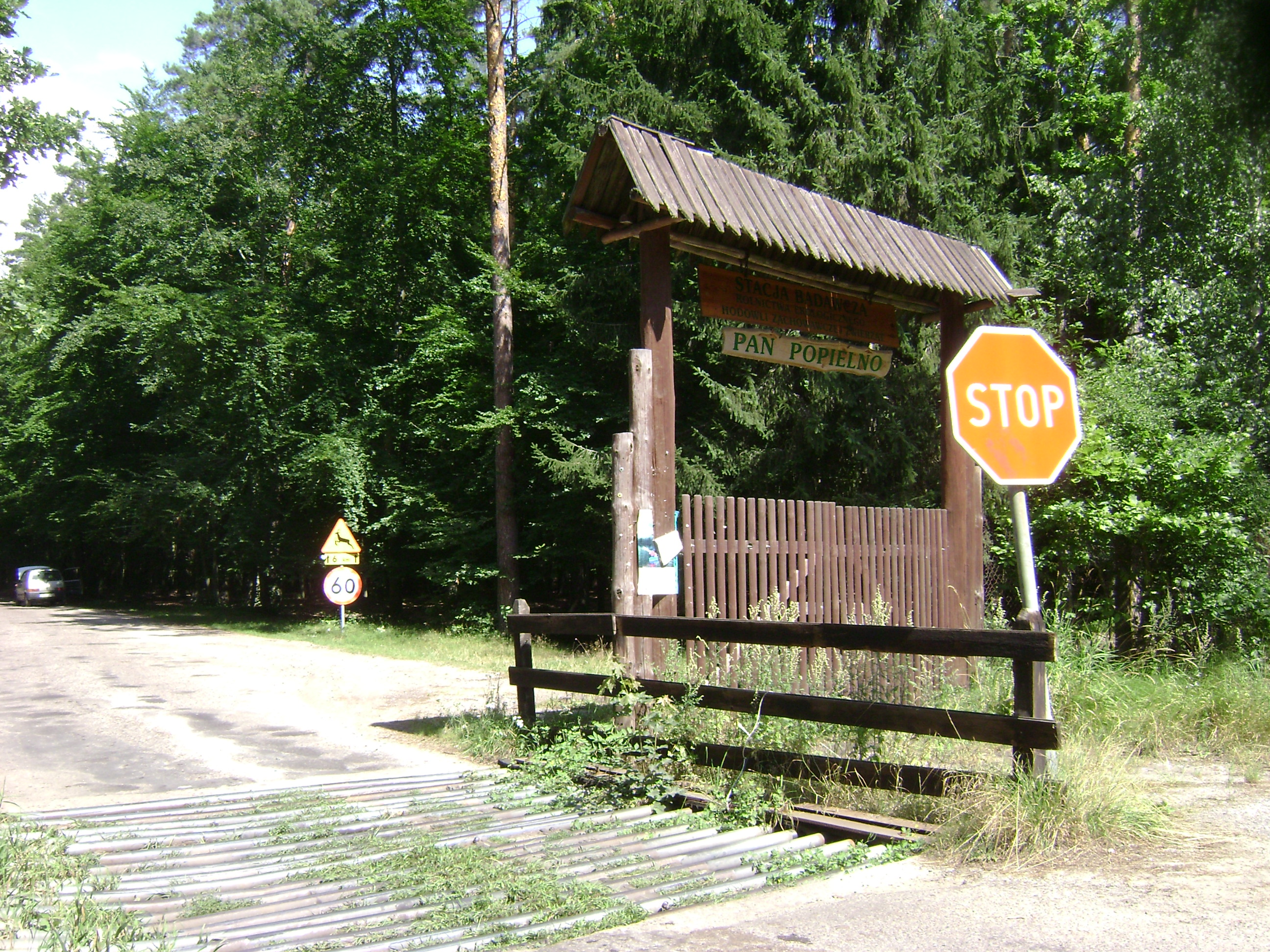
Wjazd do stacji badawczej PAN w Popielnie

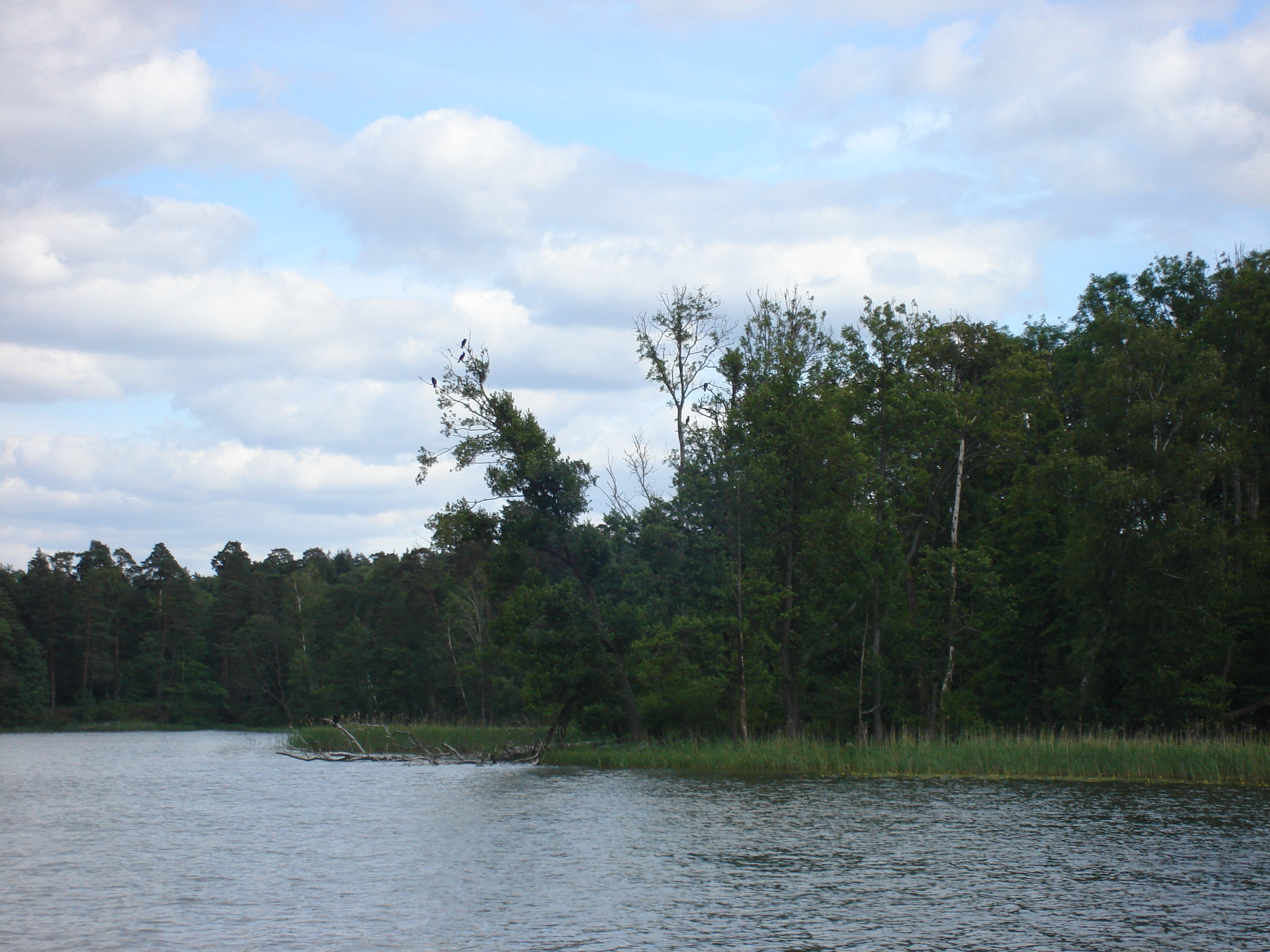
Lasy nad jeziorem Nidzkim

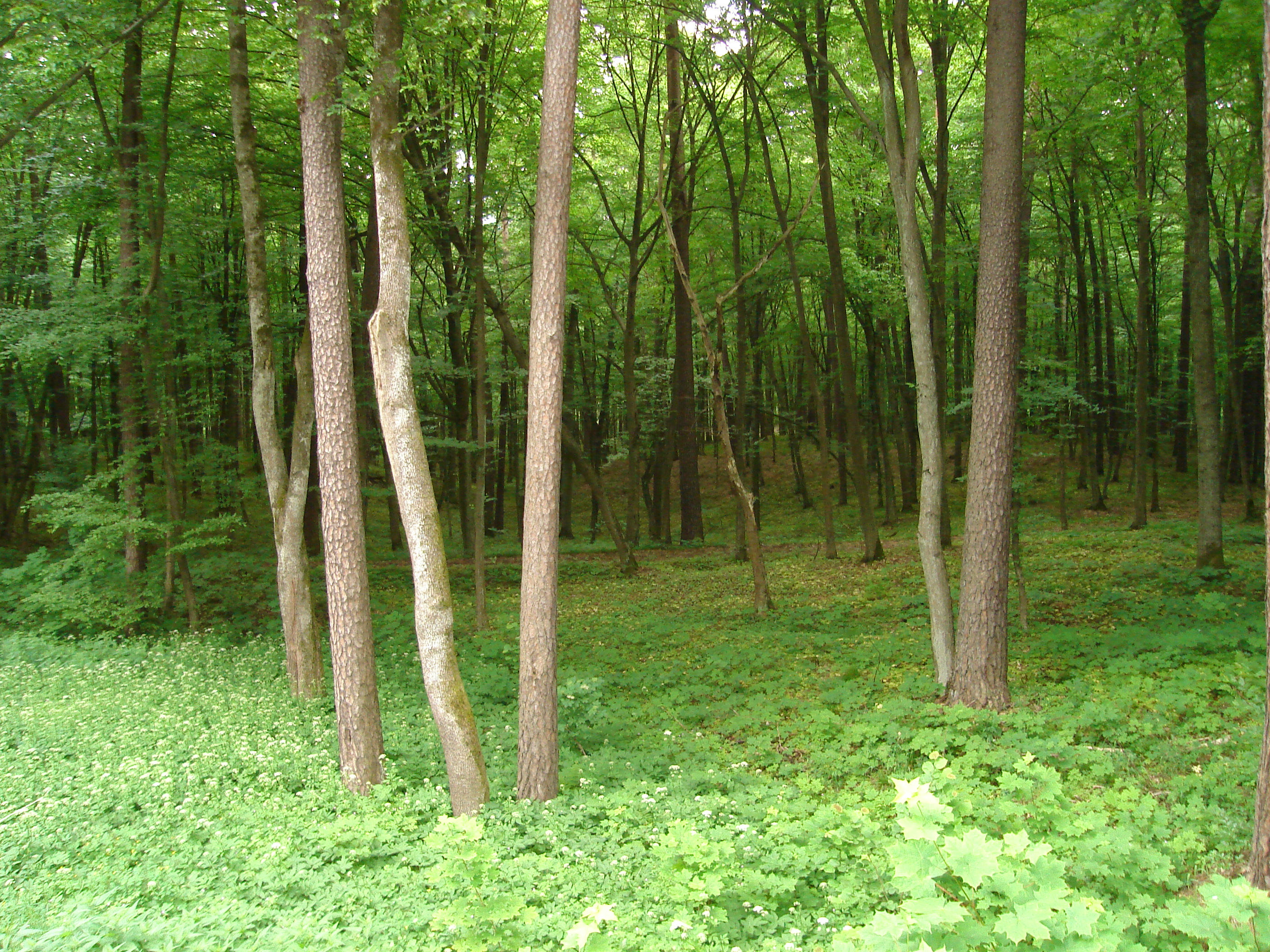
Puszcza Piska

Lasy Mazurskie – leśny kompleks promocyjny powstały na podstawie zarządzenia nr 84 dyrektora generalnego Lasów Państwowych z dnia 30 października 2002 r. w oparciu o art. 13b Ustawy o lasach. Obejmuje on Puszczę Piską na powierzchni 118 216 ha.

## Podział administracyjny
| RDLP         | Nadleśnictwa | Powierzchnia [ha] |
| ------------ | ------------ | ----------------- |
| Białystok    | Pisz         | 36 496            |
| Białystok    | Maskulińskie | 28 334            |
| Olsztyn      | Strzałowo    | 20 217            |
| Olsztyn      | Spychowo     | 24 091            |
| Olsztyn      | Mrągowo      | 7 305             |
| PAN Popielno |              | 1 773             |
| Razem        |              | 118 216           |

## Klimat
Typowy dla Pojezierza Mazurskiego – charakteryzuje się dużym kontynentalizmem, częściowo łagodzonym we wschodniej części przez wielkie masy wodne, głównie jezioro Śniardwy. Długie mroźne zimy, krótkie przedwiośnia. Średnia roczna temperatura stycznia – od -3,5 do –4,5 °C, lipca – od 17 do 18 °C.
Średnia roczna suma opadów wynosi około 600 mm.

## Geomorfologia
Pod względem geograficznym LKP „Lasy Mazurskie” położone są w obrębie makroregionu Pojezierza Mazurskiego w granicach trzech mniejszych jednostek (mezoregionów): Pojezierza Mrągowskiego, Krainy Wielkich Jezior Mazurskich i Równiny Mazurskiej.
W części północnej terenu LKP dominują wzgórza moreny czołowej, pofałdowane równiny moren dennych, tereny morenowe i liczne jeziora rynnowe. Od północy obszar LKP obejmuje: Sorkwity, Mrągowo, Użranki, a od południa: Maradki, Kosewo, Zełwągi i Mikołajki
W części południowej dominują rozległe równiny sandrowe poprzecinane dolinami
wypełnionymi utworami torfowymi. Nadmiar wód odprowadzany jest dnem dolin w kierunku południowym do Narwi.
Teren LKP pokryty jest gruba warstwą utworów pochodzenia polodowcowego i wodnolodowcowego o miąższości często przekraczającej 200 m. Na terenach morenowych utwory te stanowią głównie gliny zwałowe, utwory kamieniste, żwiry i piaski ze sobą przemieszane, a na terenach sandrowych ubogie piaski i żwiry. W obniżeniach terenu wytworzyły się gleby torfowe, murszowe i różne gleby pobagienne.

## Hydrografia
Sieć hydrograficzna jest bardzo bogata. Największym elementem są jeziora. Największe z nich to Śniardwy. Inne to: Tałty, Mikołajskie, Bełdany, Nidzkie, Mokre, Łuknajno, Pogubie Wielkie. Rozmieszczone są dość równomiernie, brak ich tylko na krańcach południowych. Dominują żyzne jeziora eutroficzne, znacznie rzadsze są jeziora mezotroficzne. W bezodpływowych zagłębieniach śródleśnych otoczonych wysokimi torfowiskami znajdują się ubogie jeziorka dystroficzne o brunatnej barwie wody i bogate w związki humusowe.
Największe rzeki to Krutynia i Pisa odprowadzające wody z południowej części Wielkich Jezior Mazurskich do Narwi. Bogata jest sieć drobnych rzeczek, strumieni i rowów. W południowej części LKP swój początek biorą: Rozoga, Szkwa, Rybnica.
Uzupełnieniem sieci hydrograficznej są liczne torfowiska. Ich większe powierzchnie zachowały się w rejonach jezior Roś, Pogubie Wielkie, Łuknajno i w dolinie rzeki Krutyni. Porasta je charakterystyczna roślinność, którą tworzą m.in. mchy torfowce, krzewinki – bagno zwyczajne, borówka bagienna, żurawina. Spotkać można torfowiska przejściowe łączące cechy torfowisk niskich, jak i wysokich.

## Flora i fauna
Liczba gatunków florystycznych w latach 80 wynosiła 831 (1/3 flory Polski). Wiele z nich to rzadkie i bardzo rzadkie gatunki umieszczone w Polskiej czerwonej księdze roślin i na listach objętych ochroną gatunkową (m.in.: chamedafne północna, wierzba borówkolistna, brzoza niska, cis, sasanka otwarta, wielosił błękitny, tajęża jednostronna, wątlik błotny).
Rośliny chronione – pełnik europejski, kosaciec syberyjski, mieczyk dachówkowaty, lilia złotogłów, goździk pyszny, orlik pospolity, a także storczyki listery – jajowata i sercowata, żłobik koralowy, gnieźnik leśny, storczyk szerokolistny, kruszczyk błotny i kruszczyk rdzawoczerwony. Oprócz tych pięknych i chronionych występują także roślinki niepozorne, takie jak: rosiczka, żurawina drobnolistkowa, zimoziół północny, Pomocnik baldaszkowy.
Wyróżnionych jest 15 typów siedliskowych lasów – od boru suchego przez bór świeży, wilgotny, bagienny do boru mieszanego, grądy, olesy i łęgi.
Do licznych mieszkańców Puszczy Piskiej należą ważne gatunki łowne: jeleń, sarna, dzik. Przedstawicielem dużych ssaków jest łoś. Występują też ssaki drapieżne: lis, jenot, borsuk, kuna, tchórz, wydra, norka amerykańska, ryś. Lasy LKP zamieszkuje kilka rodzin wilków, a rozpowszechnionym gatunkiem stał się bóbr.
Obfitość wód sprzyja występowaniu ptaków wodno-błotnych. Gniazdują tu m.in. perkozy dwuczube, liczne gatunki kaczek (krzyżówka, krakwa, cyranka, cyraneczka, czernica głowienka, gągoł, tracz nurogęś), kuraki (kuropatwa, przepiórka, jarząbek). Spotkać można łabędzie nieme, czaple siwe, kormorany, żurawie, bociany białe i czarne.
Ptaki drapieżne: orzeł bielik, orlik krzykliwy, kania ruda i czarna, rybołów. Gatunkiem ginącym jest cietrzew.
Rozległe łąki są miejscem gniazdowania ostatnich na mazurach par kulików wielkich i rycyków. Lasy LKP są największą w regionie ostoją puchacza i sowy włochatki, dzięciołów (dużego, średniego, zielonego i czarnego). Na obrzeżach pastwisk i łąk występuje lelek kozodój, skowronek borowy, świergotek polny, dudek i błękitna kraska (będąca na wyginięciu).
Gady: jaszczurka zwinka, żyworódka, padalec, żmija zygzakowata, żółw błotny.
Płazy: rzekotka drzewna, kumak nizinny, grzebiuszka ziemna, ropucha paskówka, traszka grzebieniasta.
Wody zamieszkują m.in.:  płoć, kleń, kiełb, okoń, wzdręga, szczupak, sandacz, sum, lin, węgorz, sielawa.
Zwierzęta bezkręgowe: motyle dzienne – paź żeglarz, mieniak strużnik, mieniak tęczowiec, pokłonnik osinowiec, perłowiec błotny, osadnik wielkooki.